# Pierre-Bienvenu Noailles

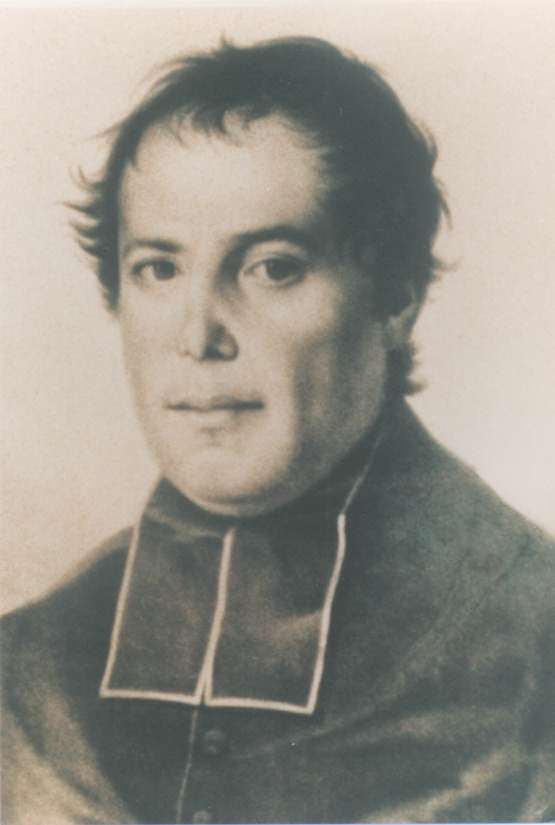
P.B. Noailles

Pierre-Bienvenu Noailles (Bordeaux, 27 ottobre 1793 – Bordeaux, 8 febbraio 1861) è stato un presbitero francese, fondatore della congregazione delle Suore della Sacra Famiglia di Bordeaux.

## Biografia
Nato a Bordeaux durante il periodo del Terrore, dopo una giovinezza mondana si avvicinò alla religione dopo la morte del padre (1810): ricevette la prima comunione solo all'età di vent'anni.
Recatosi a Parigi per studiare diritto, nel 1816 entrò nel seminario della Compagnia dei Sacerdoti di San Sulpizio di Issy-les-Moulineaux: venne ordinato sacerdote nella chiesa di Saint-Sulpice di Parigi il 5 giugno 1819.
Prestò servizio pastorale presso la parrocchia di Saint-Eulalie nella sua città natale, dove iniziò a progettare la fondazione di una grande famiglia religiosa, che comprendesse sia sacerdoti che suore e un ramo di laici associati: riuscì a dar vita solo al ramo femminile. Con l'approvazione dell'arcivescovo Charles-François d'Aviau Du Bois de Sanzayil, il 28 maggio del 1820 fondò le Suore di Loreto, dette poi della Sacra Famiglia.
Morì nel 1861, senza poter vedere l'approvazione della sua congregazione.

## Il culto
Il suo processo di beatificazione è stato introdotto il 23 giugno del 1944: l'8 febbraio del 1988 papa Giovanni Paolo II ha concesso la pubblicazione del decreto sull'eroicità delle virtù, riconoscendo a padre Noailles il titolo di venerabile.